# Lotophila confusa
Lotophila confusa är en tvåvingeart som beskrevs av Allen L.Norrbom och Marshall 1989. Lotophila confusa ingår i släktet Lotophila och familjen hoppflugor. Inga underarter finns listade i Catalogue of Life.